# Laurie, Cantal

Laurie este o comună în departamentul Cantal, Franța. În 1 ianuarie 2022 avea o populație de 84 de locuitori.